# Предраг Богосављев
Предраг Богосављев (рођен 27. јуна 1959) бивши је југословенски кошаркаш. По завршетку играчке каријере био је дугогодишњи генерални секретар у кошаркашком савезу. У Међународној кошаркашкој федерацији (ФИБА) ради од 2006. године као директор за такмичења.

## Каријера
За Звезду је одиграо 417 такмичарских мечева по чему је други на вечној листи клуба, иза Слободана Николића, а постигао је 4350 поена и седми је стрелац Звезде у историји. Дебитовао је у сезони 1976/77, када је добио прилику на 23 утакмице у шампионату у којима је постигао 60 поена. То је била последња сезона у којој су црвено-бели дрес носиле легенде клуба Зоран Славнић и Драган Капичић. Екипа се у наредној сезони ослањала на млађе играче, па је забележен слаб пласман на првенственој табели, а Богосављев је са 214 постигнутих поена на 26 лигашких утакмица био четврти стрелац екипе. Тим је у Купу Југославије стигао до полуфинала, а Богосављев је имао двоцифрен просек од 10,4 поена у пет сусрета.
У наредне две сезоне имао је слабији учинак, да би од 1980/81. поново почео да пружа запажене игре. У првенству је имао просек од 8,9 поена. У сезони 1981/82. био је други стрелац тима у лигашком делу са 320 поена у 22 сусрета (просек 14,5 поена по мечу). Изабраници тренера Ранка Жеравице су другу годину заредом стигли до полуфинала међународног Купа Радивоја Кораћа, а Богосављев је у овом такмичењу пружио одличне партије. Бележио је 15,5 поена по утакмици и био трећи кошгетер екипе са Малог Калемегдана иза Авдије и Николића.
Наредне сезоне имао је скромнији учинак, али је у плеј-офу и Купу био међу најистакнутијим појединцима у тиму. Међутим, црвено-бели су заустављени у полуфиналима оба такмичења.
Црвена звезда је у сезони 1983/84. стигла до финала европског Купа Радивоја Кораћа. Богосављев је у финалу постигао 17 поена и после Николића био други по ефикасности у тиму, али Звезда није успела да стигне до трофеја против француског Ортеза (73:97). Центар београдског тима је са 147 поена у овом такмичењу уз Слободана Николића био најефикаснији играч клуба (Николић је имао исти број поена, али бољи просек због једног меча мање), а у финалу југословенског плеј-офа, Звезда је поражена са пола коша у мајсторици против Цибоне у Загребу. И наредне сезоне црвено-бели су стигли до финала доигравања, али је загребачки тим предвођен Драженом Петровићем поново био успешнији. Предраг Богосављев је у плеј-офу бележио 12,1 поен, а у финалној серији против Цибоне био је најбољи стрелац Звезде са просеком од 18,3 поена (55 поена у три меча). У другој утакмици убацио је 22 поена у победи резултатом 92:89 у Београду пред 8.000 гледалаца у хали Пионир, док је у мајсторици у Загребу пред чак 13.000 љубитеља кошарке забележио 21 поен у победи Цибоне од 119:106, којом су одбранили титулу. Незаустављив је био Дражен Петровић са 32 поена, а пратили су га Александар Петровић са 25 и Андро Кнего са 22 поена. У Купу Кораћа 1984/85. екипа је стигла до полуфинала. Богосављев је у првом мечу четвртфинала против шпанског Ликора Санта Коломе убацио 29 поена у тријумфу на гостовању резултатом 104:102, иако је због пет личних грешака из игре изашао у 34. минуту.
Сезона 1985/86. била је у потпуности његова. Био је најефикаснији кошаркаш тима у првенству (429 поена, просек 19,5), плеј-офу (17,6 поена по мечу), европском Купу Радивоја Кораћа (просечно 17,3 поена) и укупно у сезони са 653 поена на 36 такмичарских утакмица (просек 18,1 поен по мечу), али је Звезда имала слабе пласмане на свим фронтовима. Следећу сезону је пропустио због војске, а у тим се вратио у сезони 1987/88, када је поново био један од носилаца игре. Најбоље партије пружио је у међународном Купу Радивоја Кораћа, где је са 16,9 поена по утакмици био стрелац екипе, а црвено-бели су у овом такмичењу још једном стигли до полуфинала. Центар Црвене звезде је на 40 мечева забележио 508 поена рачунајући све такмичарске сусрете у овој сезони. У својој последњој сезони у клубу (1988/89), као искусан играч, још једном је био узданица екипе. У шампионату је бележио 13,3, а у европском Купу Кораћа 13,4 поена, а Звезда није стигла даље од полуфинала домаћег плеј-офа. Са 459 поена у 37 сусрета био је трећи стрелац екипе рачунајући сва такмичења у сезони 1988/89. Тако се Богосављев од Звездиног дреса опростио без освојеног трофеја у 12 сезона, што вероватно није ни сањао да ће му се догодити, а тек касније је на заласку каријере стигао до пехара и то у Купу са ОКК Београдом 1993. године.

### Репрезентација
Играо је и за јуниорску репрезентацију Југославије са којом је на Првенству Европе у Шпанији 1976. године освојио златну медаљу уз учинак од 56 постигнутих поена на седам мечева. У колекцији има и бронзу са јуниорског шампионата Европе у Италији 1978. године, када је бележио 13,8 поена и био трећи стрелац екипе.

### Остало
Предраг Богосављев је уочи финалног серијала мечева за плеј-оф сезоне 1983/84, маја месеца дипломирао на Машинском факултету у Београду са високим просеком оцена предмета, али никад се озбиљније није тиме бавио.